# Drezdenko (stacja kolejowa)
Drezdenko – nieczynna stacja kolejowa w Drezdenku, w województwie lubuskim, w Polsce.
Budynek dworcowy z cegły klinkierowej, w stylu modernistycznym, charakterystycznym dla całej linii Stare Bielice – Skwierzyna (dawna linia nr 430).